# Jadwiga Gryn
Jadwiga Gryn (ur. 8 marca 1984 w Łodzi) – polska aktorka telewizyjna.

## Życiorys
Urodziła się w Łodzi, ale wychowywała się na Górnym Śląsku, dokąd jej ojciec wyjechał za pracą. Ukończyła Liceum Ogólnokształcące nr 4 im. Gustawa Morcinka w Tychach. W 2007 ukończyła studia na Wydziale Aktorskim w łódzkiej Państwowej Wyższej Szkole Filmowej, Telewizyjnej i Teatralnej. 22 kwietnia 2007 zadebiutowała rolą Evelyn w spektaklu Kształt rzeczy na scenie Teatru Śląskiego im. Stanisława Wyspiańskiego w Katowicach.
Telewidzowie znają ją głównie dzięki roli Martyny, która przez dwa lata dążyła do ślubu w telenoweli TVP1 Plebania (2005–2007). W telenoweli TVP2 M jak miłość (2007–2009) wystąpiła w roli Asi Chrząszcz, współlokatorki młodych Zduńskich, Kingi i Piotrka, która pochodzi z małej miejscowości i marzy o karierze piosenkarki, przyjeżdża do Warszawy z pragnieniem zaistnienia w świecie muzyki.

## Filmografia

### Filmy
- 2012: Być jak Kazimierz Deyna jako Magda
- 2012: Ostra randka jako Dana
- 2014: Wkręceni jako Ślązaczka
- 2015: Tu jest kino! (film krótkometrażowy) jako Klaudia
- 2015: Pierwszy dzień lata jako Ryta

### Seriale
- 2005–2007: Plebania jako Martyna Kowalik
- 2006: Pensjonat pod Różą jako Angelika Kowalczyk
- 2007: Na dobre i na złe jako Andżelika Herman
- 2007–2009: M jak miłość jako Joasia Chrząszcz
- 2009: Pierwsza miłość jako Paulina Wieczorek (gościnnie)
- 2010–2011: Ojciec Mateusz jako Kinga Sumacz
- 2013–2014, 2017: Barwy szczęścia jako Dagmara
- 2014: Przyjaciółki jako nabywczyni domu Ingi (odc. 29)
- 2016–2017: Na Wspólnej jako Wika Szymańska
- 2017: Sprawiedliwi – Wydział Kryminalny jako podkomisarz Ewa Pilarczyk